# Barauni IOC Township
Barauni IOC Township é uma vila no distrito de Begusarai , no estado indiano de Bihar.

## Demografia
Segundo o censo de 2001, Barauni IOC Township tinha uma população de 13.825 habitantes. Os indivíduos do sexo masculino constituem 55% da população e os do sexo feminino 45%. Barauni IOC Township tem uma taxa de literacia de 77%, superior à média nacional de 59,5%; com 58% para o sexo masculino e 42% para o sexo feminino. 13% da população está abaixo dos 6 anos de idade.